# Pengari
Pengari je naselje u Republici Hrvatskoj, u sastavu Grada Buzeta, Istarska županija. 

## Stanovništvo
Prema popisu stanovništva iz 2001. godine, naselje je imalo 20 stanovnika te 7 obiteljskih kućanstava.
Prema popisu stanovništva iz 2011. godine, naselje je imalo 22 stanovnika.
| broj stanovnika |       |       | 39    | 38    | 47    | 51    |       |       | 44    | 44    | 39    | 32    | 26    | 20    | 20    | 22    |
|                 | 1857. | 1869. | 1880. | 1890. | 1900. | 1910. | 1921. | 1931. | 1948. | 1953. | 1961. | 1971. | 1981. | 1991. | 2001. | 2011. |